# Lanyu
Lanyu (kinesiska: 蘭嶼), även Orchid Island, är en liten vulkanisk ö sydost om ön Taiwan. Den var tidigare enbart bebodd av taufolket (tao) som tros ha kommit från provinsen 
Batanes i Indonesien för omkring 800 år sedan. 

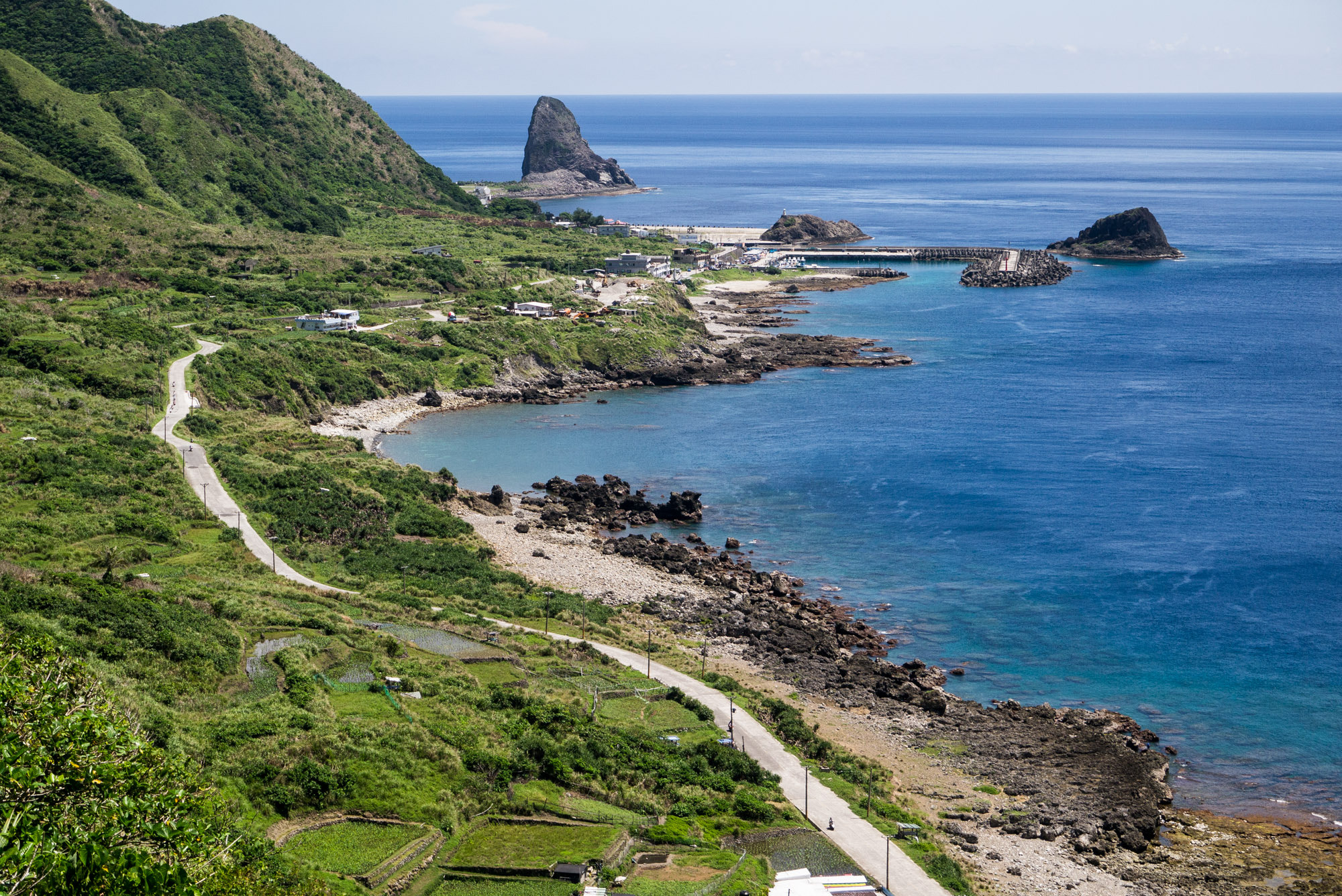
Väg längs kusten av Lanyu.

Lanyu är 13,3 kilometer lång och  7,3 kilometer på det bredaste stället. Den omkring 45 km² stora ön har 8 bergstoppar över 400 meters höjd, varv den högsta, vulkanen Hongtoushan, är 552 meter.
Mellan åren 1958-1972 användes stora delar av ön av tidigare soldater som odlingsmark. Det fanns också ett fängelse för kriminella från fastlandet.

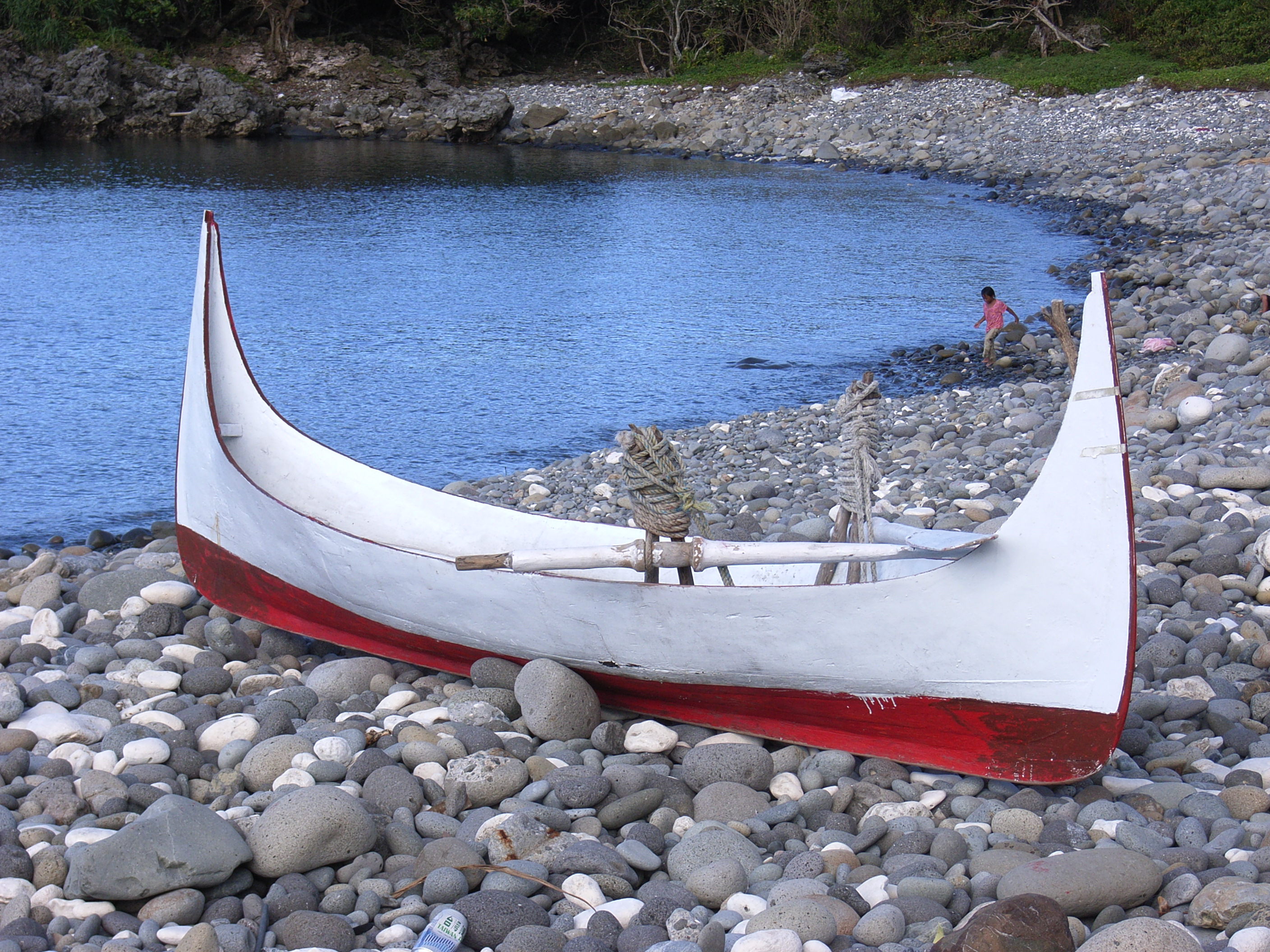
Traditionell kanot

Idag (2018) bor omkring 5 000 personer på Lanyu varav 80 % är ursprungsbefolkning. De livnär sig av jordbruk och fiske. Ön har dagliga flyg och båtförbindelser med Taitung på fastlandet.
På den södra delen av Lanyu finns en anläggning för lagring av radioaktivt avfall på ön. Den byggdes år 1982 och var i drift till år 1996. Avfallet skall flyttas till en annan plats, men det är ännu (2017) oklart vart.